# Carol Détective
Carol Détective ist ein realistisch gezeichneter frankobelgischer Comic. 

## Handlung
Die Privatdetektivin Carol löst mit Hilfe von Rom, einer außerirdischen Katze aus dem Volk der Zhyl, mehrere schwierige Kriminalfälle.

## Hintergrund
André-Paul Duchâteau schrieb die Detektivreihe. Der Zeichner war Eddy Paape, der in der ersten Episode die Vorarbeiten seines Assistenten Andreas umsetzte. Die Serie erschien 1978 in Tintin Sélection und von 1990 bis 1991 in Hello Bédé. Le Lombard begann 1991 die Albenausgabe, die 2001 durch Loup mit einer weiteren Geschichte abgeschlossen wurde. Die erste Kurzgeschichte druckte man in der Serie Luc Orient ab, was auch im deutschen Sprachraum geschah. Eine Gesamtausgabe mit allen Geschichten erschien 2023 im All Verlag.

## Geschichten
- Mission 2012 (Mission en 2012, Tintin Sélection, 1978, 16 Seiten)
- Le contrat (Hello Bédé, 1990, 9 Seiten)
- Mort d’une magicienne (Hello Bédé, 1991, 9 Seiten)
- Double vie (Hello Bédé, 1991, 10 Seiten)
- Horror museum (Hello Bédé, 1991, 7 Seiten)
- La cité des ordinateurs (Hello Bédé, 1991, 7 Seiten)
- Mission Atlantide (2001, 46 Seiten)